# Cory Schneider

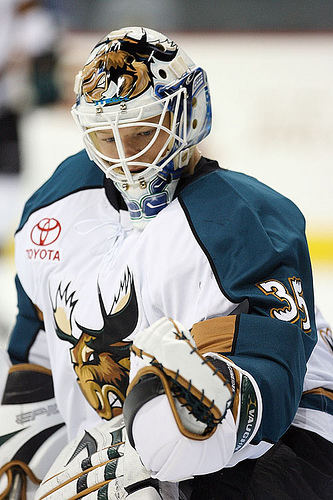
Cory Schneider i Manitoba Moose 2009.

Cory Franklin Schneider, född den 18 mars 1986, är en amerikansk-schweizisk professionell ishockeymålvakt som spelar i New Jersey Devils i NHL. Han har tidigare spelat för Vancouver Canucks (NHL) och Manitoba Moose (AHL).
Säsongen 2010/11 vann Schneider William M. Jennings Trophy tillsammans med Roberto Luongo.

## Statistik
V = Vinster, F = Förluster, O = Oavgjorda, ÖTF = Förluster på övertid eller straffar, MIN = Spelade minuter, IM = Insläppta mål, S = Skott på mål, N = Nollor, GIM = Genomsnitt insläppta mål per match, R% = Räddningsprocent

### Grundserie
NEPSAC = New England Preparatory School Athletic Council, U.S. NTDP = USA Hockey National Team Development Program, NAHL = North American Hockey League
| Säsong     | Klubb                    | Liga        | Matcher | V   | F  | O | ÖTF | MIN    | IM  | S    | N  | GIM  | R%   |
| ---------- | ------------------------ | ----------- | ------- | --- | -- | - | --- | ------ | --- | ---- | -- | ---- | ---- |
| 2002/03    | Phillips Academy Andover |             | 23      | 13  | 7  | 2 | —   | 1385   | 39  | —    | 3  | 1.69 | .951 |
| 2003/04    | Phillips Academy Andover |             | 24      | 17  | 5  | 2 | —   | 1336   | 32  | —    | 6  | 1.42 | .956 |
| 2003/04    | NTDP                     |             | 10      | 9   | 1  | — | —   | 559    | 15  | —    | 1  | 1.61 | —    |
| 2003/04    | NTDP                     | NAHL        | 2       | 2   | 0  | — | —   | 120    | 6   | —    | 0  | 3.00 | —    |
| 2004/05    | Boston College Eagles    | Hockey East | 18      | 13  | 1  | 4 | —   | 1102   | 35  | 417  | 1  | 1.90 | .916 |
| 2005/06    | Boston College Eagles    | Hockey East | 39      | 24  | 13 | 2 | —   | 2361   | 83  | 1171 | 8  | 2.11 | .929 |
| 2006/07    | Boston College Eagles    | Hockey East | 42      | 29  | 12 | 1 | —   | 2516   | 90  | 1201 | 6  | 2.15 | .925 |
| 2007/08    | Manitoba Moose           | AHL         | 36      | 21  | 12 | — | 2   | 2054   | 78  | 926  | 3  | 2.28 | .916 |
| 2008/09    | Manitoba Moose           | AHL         | 40      | 28  | 10 | — | 1   | 2324   | 79  | 1014 | 5  | 2.04 | .928 |
| 2008/09    | Vancouver Canucks        | NHL         | 8       | 2   | 4  | — | 1   | 355    | 20  | 142  | 0  | 3.38 | .877 |
| 2009/10    | Manitoba Moose           | AHL         | 60      | 35  | 23 | — | 2   | 3557   | 149 | 1687 | 4  | 2.51 | .919 |
| 2009/10    | Vancouver Canucks        | NHL         | 2       | 0   | 1  | — | 0   | 79     | 5   | 59   | 0  | 3.80 | .915 |
| 2010/11    | Vancouver Canucks        | NHL         | 25      | 16  | 4  | — | 2   | 1372   | 51  | 714  | 1  | 2.23 | .929 |
| 2011/12    | Vancouver Canucks        | NHL         | 33      | 20  | 8  | — | 1   | 1833   | 60  | 945  | 3  | 1.96 | .937 |
| 2012/13    | HC Ambrì-Piotta          | NLA         | 8       | 4   | 4  | — | 0   | 485    | 26  | 301  | 0  | 3.22 | .913 |
| 2012/13    | Vancouver Canucks        | NHL         | 30      | 17  | 9  | — | 4   | 1733   | 61  | 835  | 5  | 2.11 | .927 |
| 2013/14    | New Jersey Devils        | NHL         | 46      | 16  | 15 | — | 12  | 2680   | 88  | 1107 | 3  | 1.97 | .921 |
| 2014/15    | New Jersey Devils        | NHL         | 69      | 26  | 31 | — | 9   | 3924   | 148 | 1982 | 5  | 2.26 | .925 |
| 2015/16    | New Jersey Devils        | NHL         | 58      | 27  | 25 | — | 6   | 3413   | 122 | 1597 | 4  | 2.15 | .924 |
| AHL totalt | AHL totalt               | AHL totalt  | 136     | 84  | 45 | — | 5   | 7935   | 306 | 3706 | 12 | 2.28 | .921 |
| NHL totalt | NHL totalt               | NHL totalt  | 270     | 124 | 97 | — | 35  | 15,389 | 555 | 7401 | 21 | 2.16 | .925 |

### Slutspel
| Säsong     | Klubb             | Liga       | Matcher | V  | F  | MIN  | IM | S   | N | GIM  | R%   |
| ---------- | ----------------- | ---------- | ------- | -- | -- | ---- | -- | --- | - | ---- | ---- |
| 2007/08    | Manitoba Moose    | AHL        | 6       | 1  | 4  | 375  | 12 | 195 | 0 | 1.92 | .938 |
| 2008/09    | Manitoba Moose    | AHL        | 22      | 14 | 7  | 1315 | 47 | 600 | 0 | 2.15 | .922 |
| 2009/10    | Manitoba Moose    | AHL        | 6       | 2  | 4  | 366  | 19 | 181 | 0 | 3.12 | .905 |
| 2010/11    | Vancouver Canucks | NHL        | 5       | 0  | 0  | 163  | 7  | 82  | 0 | 2.58 | .915 |
| 2011/12    | Vancouver Canucks | NHL        | 3       | 1  | 2  | 183  | 4  | 101 | 0 | 1.31 | .960 |
| 2012/13    | Vancouver Canucks | NHL        | 2       | 0  | 2  | 117  | 9  | 75  | 0 | 4.62 | .880 |
| AHL totalt | AHL totalt        | AHL totalt | 34      | 17 | 15 | 2056 | 78 | 976 | 0 | 2.39 | .922 |
| NHL totalt | NHL totalt        | NHL totalt | 10      | 1  | 4  | 463  | 20 | 258 | 0 | 2.59 | .922 |

### Internationellt
| År            | Lag           | Turnering     | Matcher | V | F | O | MIN | IM | S   | N | GIM  | R%   |
| ------------- | ------------- | ------------- | ------- | - | - | - | --- | -- | --- | - | ---- | ---- |
| 2004          | USA           | U18-VM        | 6       | 5 | 1 | 0 | 350 | 10 | 131 | 0 | 1.71 | .929 |
| 2005          | USA           | JVM           | 1       | 0 | 1 | 0 | 22  | 3  | 5   | 0 | 7.94 | .625 |
| 2006          | USA           | JVM           | 6       | 2 | 3 | 1 | 359 | 16 | 166 | 0 | 2.67 | .912 |
| Junior totalt | Junior totalt | Junior totalt | 13      | 7 | 5 | 1 | 731 | 29 | 302 | 0 | 4.11 | .822 |